# Humberto Peraza y Ojeda
Humberto Peraza y Ojeda (Mérida, Yucatán, 4 de diciembre de 1925 - Cuernavaca, Morelos, 28 de mayo de 2016) fue un escultor mexicano.
En 1939 estudia en la Escuela de Bellas Artes de Mérida (Yucatán, México) y entre 1950-55 cursa la Licenciatura en Artes plásticas y Maestría en Escultura en la Escuela Nacional de Artes Plásticas de la UNAM.
Algunos de sus maestros fueron Alfredo Just, Fidias Elizondo, Ignacio Asunsolo, Leonardo Cordero y Moisés Águila.
Entre 1945-55 fue profesor de modelado de la Universidad Latinoamericana México D.F.
Entre 1952-60 ejerció de profesor de modelado, dibujo, historia del arte, dibujo técnico constructivo en la Universidad Motolinía.
Falleció en mayo de 2016 en Cuernavaca (Morelos) al lado de sus hijos Guadalupe y Humberto Peraza, únicos herederos legales.

## Exposiciones

### Exposiciones individuales
- 1952 - Academia de San Carlos, México
- 1952 - San Miguel de Allende en Guanajuato "Homenaje a Manolete".
- 1955 - Galería de Arte Romano México
- 1957 - Hotel Plaza Vista Hermosa México
- 1961 - Hotel Reforma México
- 1962 - Galerías Chapultepec México
- 1965 - Instituto Mexicano Norteamericano de Relaciones.

### Culturales
- 1965 - Instituto cultural B. Franklin, Mérida, México
- 1966 - Galería de Arte Coleccionistas México
- 1969 - Consejo Nacional de Turismo de México "Recent works of Humberto Peraza".

### Tasende's gallery
- 1969 - Galería Chapultepec - INBA -" Humberto Peraza escultor".
- 1969 - Universidad de Guanajuato - México
- 1970 - Palacio municipal de Naucalpan, Estado de México - "Peraza su significación".
- 1970 - Galería Polsak - Hotel del Prado - México - "el mundo de un escultor".
- 1970 - Palacio de Bellas artes - Inba - "H Peraza o".
- 1970 - Galería de arte yoka - fiesta Palace Hotel - México df - "esculturas de H Peraza".
- 1970 - Casa de Cambio - Madrid España.
- 1970 - Colegio de Arquitectos - México DF.
- 1971	1ere bienal international de la petite sculpture, Budapest; Hungría
- 1971	Casa de lago bosque de chapultepec difusión cultural UNAM		"tres formas de expresión Escultórica de Peraza"
- 1971	The club taurino of Ciudad Juárez, Chi.		Ciudad Juárez	"H Peraza"
- 1971	Centro Armand Insurgentes México df
- 1972	Galería de arte de coleccionistas Hotel María Isabel México 	"Peraza"
- 1975	Instituto Politécnico Nacional   				"exposición enclave 75"
- 1977	Delegación del Departamento del Distrito Federal en Coyoacán		"muestra del maestro Humberto peraza"
- 1977	Galería Chapultepec México df				"dos modernos aspectos"
- 1977	Museo Tlatilco, Naucalpan Edo. de México
- 1978	Representación del gobierno del Estado de Nuevo León 		" Trayectoria de Peraza"
- 1979	Foro Cultural Coyoacanense	II Aniversario Lic. Leopoldo 	" II aniversario" Sánchez Duarte
- 1980	Museo de la Ciudad de México el grupo humanismo y arte		"Primera exposición de pintura y Escultura taurina"
- 1981	Meridian house International Gallery en Washngton, D. C. EUA		"Taurine and western sculpture In bronze"
- 1981	Organization of American States, Latin American Handicrafts EUA
- 1981	Galería José María Velasco del INBA México DF
- 1982	Torre Domecq Coyoacán México DF.
- 1982	Foyer Calder hotel Camino Real México DF
- 1983	Delegación Benito Juárez casa de la cultura del periodista México DF
- 1983	San Juan del Río Querétaro México DF
- 1984	Profesionales en Relaciones Públicas de Occidente A.C. Fiesta Americana "Humberto Peraza Ojeda" Guadalajara
- 1984	Galería Hermes Cuernavaca Morelos				"Bronces de Humberto Peraza"
- 1984	Casa del Lago UNAM México DF
- 1986	Metro Barranca del Muerto México DF
- 1986	Madrid, España

### En la Ciudad de México

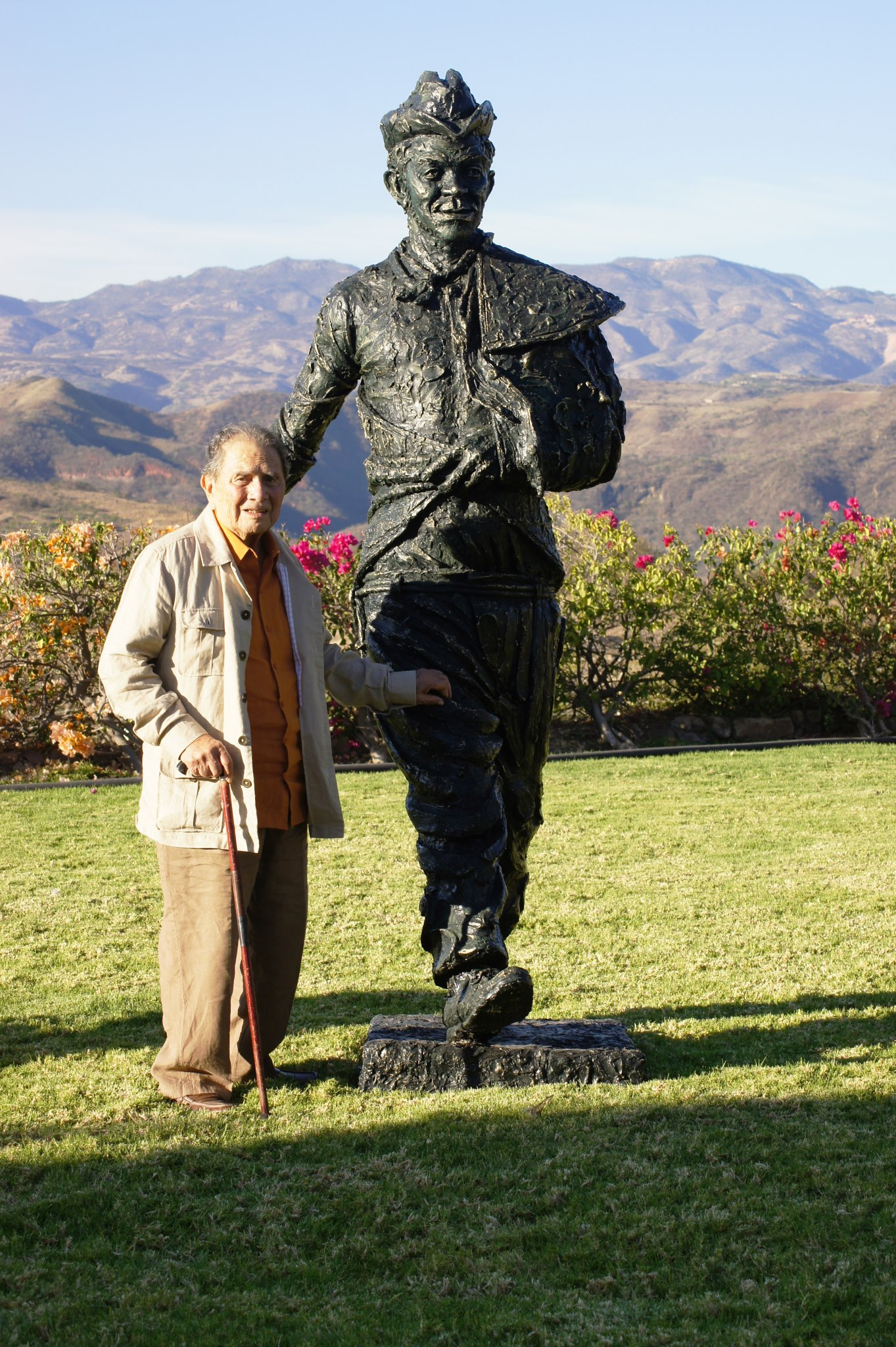
Escultor Humberto Peraza al lado de la estatua del actor Cantinflas, que realizó en coautoria con su hijo Humberto Peraza Ávila.

- Estatua Monumental de la Virgen del Carmen realizada por el escultor Humberto Peraza para Tampico en 1967.Escultor Humberto Peraza al lado de la estatua del actor Cantinflas, que realizó en coautoria con su hijo Humberto Peraza Ávila.1987	Museo de la Ciudad de México, DF Org. Por la dirección de acción social,cívica,	"Cien años de corridas de toros Cultural y turística del DF con apoyo de Rtc, Bibliofilos Taurinos, INBA.

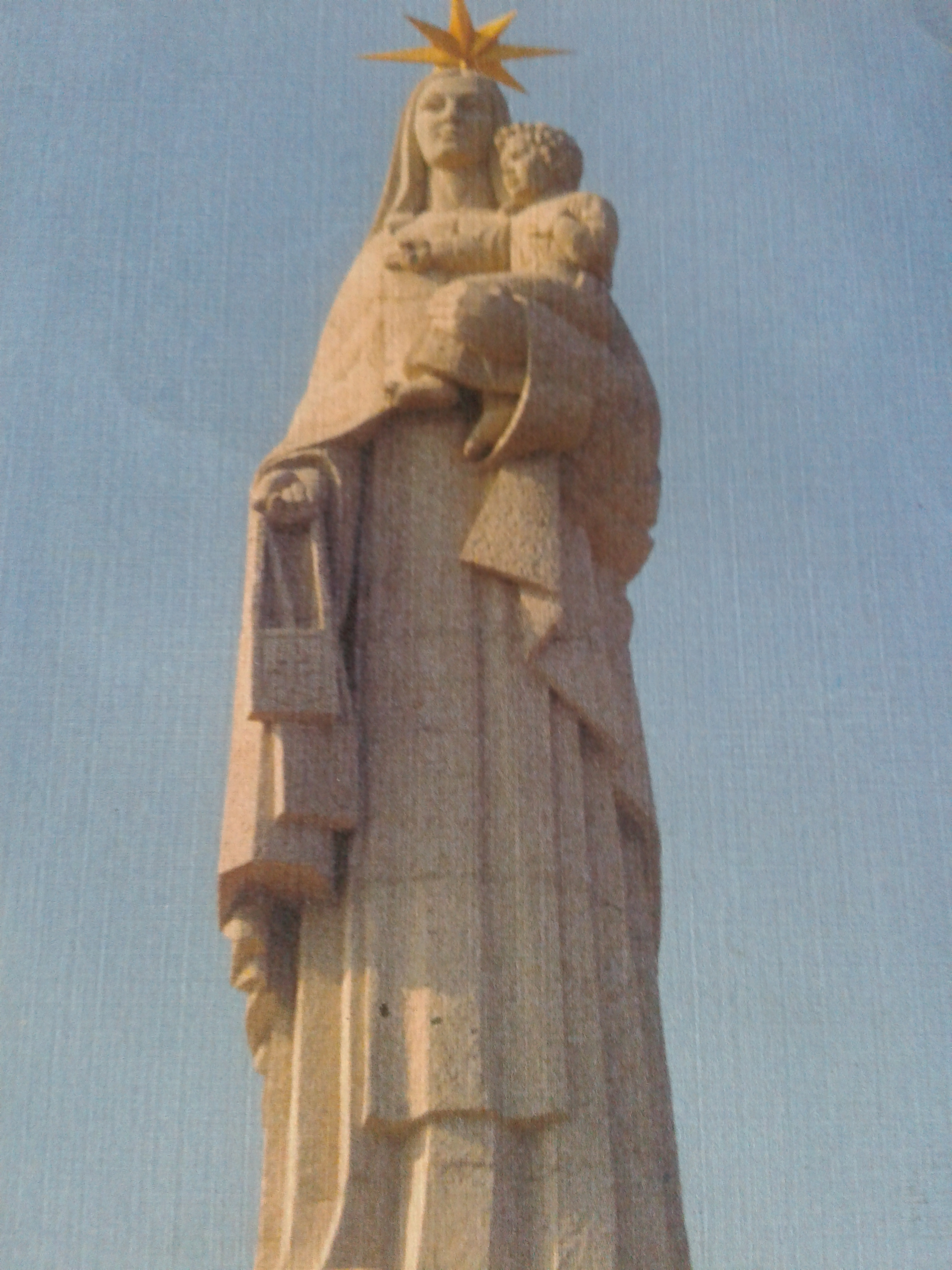
Estatua Monumental de la Virgen del Carmen realizada por el escultor Humberto Peraza para Tampico en 1967.

- 1987	Foro cultural Coyoacanense México DF
- 1988	Centro Asturiano de México 8 de marzo	Arquímedes 4 Polanco México DF	"Escultórica 88"
- 1989	La galería universitaria Aristos col. Roma México DF			"Tauromaquia"
- 1989	Galería de arte "Graciela Madrid"  campos Eliseos 204 Polanco México DF 	"Fuerza y movimiento"
- 1990	Departamento del Distrito Federal casa de la cultura de Tlalpan México "Una dinastía que comenzó hace 50 años expone hoy"
- 1991	La procuraduría federal del consumidor auditorio Lic. Salvador Pliego Montes "Medio siglo de escultura de Col. Condesa México DF Humberto Peraza"
- 1991	Casa de la cultura Juan Rulfo inaugurada por el regente Lic. V. Manuel Camacho Solís
- 1991	Museo Universitario del Chopo
- 1992	Casa de la cultura de la excelentísima diputación provincial de Cáceres, España. "Nezahualcoyotl en Cáceres"
- 1993	Club de golf Tabachines Cuernavaca Morelos México
- 1994	Dow Jones club noviembre, Hamburgo 32 México DF			"Escultura ad libitum"
- 1995	Exposición y homenaje al escultor Humberto Peraza por 70 aniv. En el museo de la Ciudad de México Antigua casa de los condes de Santiago de Calimaya
- 1995	Exposición del 70 aniversario de Humberto Peraza en la Univ. Aut. De Hidalgo.
- 1995	Exposición fotográfica y conferencia en la Universidad Juárez autónoma de "La obra escultórica de Humberto Tabasco Peraza Ojeda"
- 1995	Universidad autónoma de Yucatán México
- 1996	Exposición homenaje al Mtro. Humberto Peraza Restaurante Theatron paseo de la reformas 50 México DF
- 1996	Exposición en el Instituto Tecnológico y de estudios superiores de Monterrey 	"Nueva perspectiva " Campus Ciudad de México

Exposición en la galería Amadeus de Monterrey, NL
- 1997	Exposición en la Asociación Nacional de Matadores de toros. México, DF.	"La Fiesta brava " Homenaje a Peraza, inaugurada por la Profa. Esperanza Gómez Mont
- 1998	 Exposición en la isla de Cozumel Q. Roo
- 1998	Exposición en la cámara mexicana de la industria de la construcción, en Pachuca, Hgo.
- 1998	Exposición en la asociación nacional de charros, México, DF
- 1998	Exposición en el Tecnológico  de Monterrey, Campus Ciudad de México
- 1998	Exposición en la II convención de ciudades taurinas en Aguascalientes, Ags.
- 1999	Exposición en médica sur, México, DF    		Escultórica del taller de Peraza

Exposición en el Centro Asturiano de México, DF    			"Volumetría Peraziana"
Exposición en el casino español de México, d. F.
- 2000	Exposición en la secretaría de controlaría y desarrollo administrativo, México	"Ecos de Bronce"

Exposición en el Instituto Politécnico Nacional, México, DF
- 2002	Misión del sol Cuernavaca Morelos.
- 2005	Universidad Autónoma del Estado de México Toluca 			" Arcos del Tiempo"
- 2005	Museo jardín Borda de Cuernavaca Morelos			"Homenaje a sus 80 años"
- 2006	Instituto Mexicano del Seguro Social salón vitrales en Villalongin 117 con su hijo Humberto	"Catarsis" Los Humbertos Peraza
- 2006	Casino Español de México 				"60 años de la Plaza México"

### Exposiciones colectivas
- 1953 - Galería Romano Mex
- 1956 - Primera bienal del INBA México DF
- 1960 - Tercera bienal del INBA México DF
- 1967 - Exposición internacional del Consejo Nacional de Turismo. Suiza, Ausburg, Stuttgart. Núremberg, Düsseldorf y México DF VI Bienal INBA México DF
- 1968

- Galería de arte Tianquiztli				"L'exposition d'art du Mexique"
- Centro de Arte Dallas, Texas
- Washington, Canadá "Artistas contemporáneos"
- 1969 - San Diego, California EE.UU.
- 1971

- 1a. Bienal internacional de la petite sculpture, Budapest, Hungría
- Galería de arte contemporáneo Morelia Michocán. "Apertura de la galería arte Contemporáneo"
- 1972 - Centré petite place	Satélite México DF				"Colectiva pintura y escultura"
- 1976 - México-fair San Antonio Texas, EUA
- 1977

- Western art show. San Antonio Texas, EUA
- Feria de Atlanta Georgia EUA
- 1979 - Galería Aleph México DF
- 1981 - Instituto nacional de Bellas Artes galería José María Velasco		" 1.ª Colectiva del XXX Aniversario Pintura y escultura"
- 1982

- Galería Tasende, Acapulco, México
- Secretaría de Hacienda y Crédito público "Exposición retrospectiva de artes plásticas"
- Derby Club Hipódromo de las Américas, México, a beneficio de la Cruz Roja mexicana
- 1984

- Sala de exposiciones torre Domecq Coyoacán México, Homenaje a Carlos Ruano Llopis.
- Jardín del arte en hotel Fiesta Americana Guadalajara, Jalisco, México
- 1985 - Casa de cultura Mixcoac delegación Benito Juárez México		"Las bellas artes y el toreo"
- 1987 - Centro de promoción de Arte Mexicano México DF
- 1990

- Acapulco plaza 	Acapulco Guerrero México			"Jornadas culturales Acapulco"
- Museo de arte moderno Toluca Edo. De México
- 1991

- Galerías la estrella	           Querétaro, Qro. México			"Imaginación Creadora Fam. Peraza Ávila"
- Art centrum Seneca 114 Polanco México DF				"Reconocimiento al arte"
- 1992

- Galería de arte del hotel Maximilliams Cuernavaca Mor.			"Imaginación creadora "
- V semana cultural Yucateca en México
- 1993 - VI semana cultural Yucateca en México alberca olímpica México DF
- 1995

- Invitado de honor Cuernavaca Morelos				"Plástica de Morelos"
- Hotel Raquet club Cuernavaca Mor.				"Artística"
- Tlaxcala México UNESCO
- 1997 - México DF						"Homenaje a Luís Nishizawa"
- 1998 - Museo de la isla de Cozumel Cozumel México  		"Mesolítico, la piedra antigua, La piedra joven"
- 1999

- Casa de la cultura del gobierno de Tamaulipas Centro Histórico México	"Tercera feria Total Art"
- Instituto Tecnológico y de Estudios Superiores de Monterrey campus Ciudad de	"Dinastía Peraza" México
- 2003

- Editorial arte impreso					" Artistas con Carácter"
- Instituto Mexicano del Seguro Social y el salón de la plástica " 1949-2003 54 años salón de la Conaculta INBA Pascual IMSS Plástica mexicana"
- El Salón de la Plástica Mexicana	Colima 196 Col Roma México DF	"Homenaje a Humberto Peraza"
- 2004 - Instituto Tecnológico y de Estudios Superiores de Monterrey campus Santa Fe	"Dinastía Peraza"
- 2005

- Exposición en el auditorio Teopanzolco de Cuernavaca Mor		"Primera jornada cultural Pro-DIF"
- Universidad autónoma del estado de México			"Arco del tiempo" Inaugurada por los Srs. Gobernador Arturo Montiel y Rector de la universidad Rafael López Castañares.

## Obras monumentales

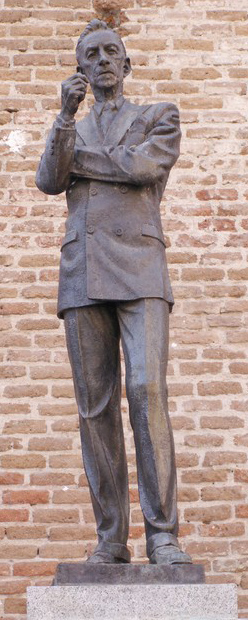
Estatua de Lara en Madrid (H. Peraza, 1975).

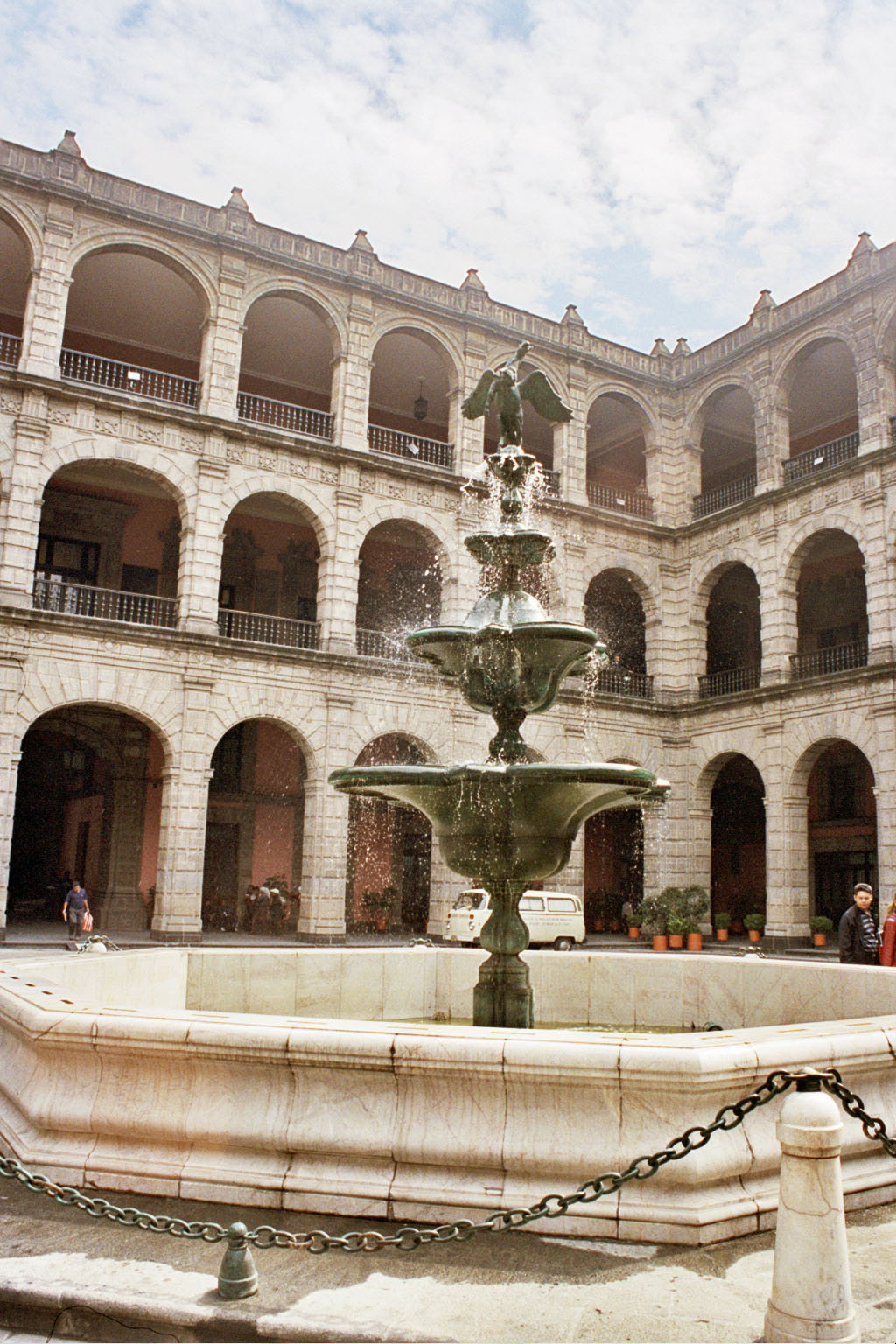
Fuente de Pegaso (H. Peraza, 1975).

1954 - Escultura de Balderas; 2 metros, Plaza de toros México
1955 - Grupo Escultórico El Encierro. 12 m;	Cd. Juárez Chihuahua Mex.
1958
- Escultura del General Amaro. 4,5 m; Campo Marte en México, DF
- Escultura de León. 3 m; León, Guanajuato
1967 - Escultura la Virgen del Carmen. 8 m; Tampico, Tams, México.
1972
- Dos esculturas del Lic. Benito Juárez. 3 m; Irapuato, Gto.  Ecatepec, Edo. de Mex.
- Escultura de Pedro Infante a caballo. 3,5 m;	Mérida, Yuc. México
1975	
- Escultura de Agustín Lara. 2 m; Madrid, España.
- Escultura del caballo Pegaso. Fuente del patio central del Palacio Nacional (México DF).
1981 
- Escultura de Abraham Lincoln. 10 m; Tijuana, B. C. México.
- Escultura Nezahualcóyotl. 5 m; Cdad Nezahualcóyotl, 2.º. De México
1982 - Escultura del Gral. Lázaro Cárdenas. 10 m; Eje central Lázaro Cárdenas Mex. DF
1985 - Escultura de Cuauhtémoc. 5 m; Veracruz, México
1992 - Rey poeta Nezahualcóyotl. 5 m alto y 8 t de peso; Cáceres, España.
1994 
- Monumento a Cantinflas, en la plaza de toros México (México DF).
- Presentación (único libro escultórico): "La Tauromaquia de Peraza".Cd. México
- Estatua del lic. Carlos Salinas de Gortari. Av. de los presidentes los pinos
1995 - Estatua al cadete Vicente Suárez. Xochitlán de Vicente Suárez, Puebla
1996 - Estatua a Eloy Cavazos (Plaza México)
1999 - Monumento charro al paso, Huichapan, Hgo.
2000 
- Cuatro bustos del Lic. Miguel Alemán Valdez
- Busto de Eloy Cavazos La plaza de toros de Texcoco, Edo. de México
- Monumento de Agustín Lara 				Gobierno del Edo. De Veracruz
- Monumento a don Víctor Rosales 				Ciudad de Zacatecas, Zac
- Monumento de Agustín Lara para La Habana, Cuba.
2001 - Torso de Armillita para el museo taurino; Saltillo Coahuila
2002 - Presentación el 5 de febrero de la escultura 			 en la plaza México
	“Estocada de Eloy”		2,92 × 0,95 × 3,25 m
2002 - Escultura “La Saltillera de Armillita”; 2,2 m, Saltillo, Coah.
2006 - Monumento a Eloy Cavazos.
2007 - Monumento al toro de lidia. Centro cultural taurino.

## Reconocimientos
1952	Reconocimiento y homenaje Instituto de la Juventud Mexicana, DF
1969	Pergamino: International Arts Guild Palais; Montecarlo, Mónaco
	Diploma: The two thousand Men of Achievment, Londres Inglaterra
1971	Hijo predilecto- gobierno del Edo. De Yucatán, México
1974	Autorización de la dirección de educación audiovisual como Comentarista en artes plásticas de radio y TV
1976	Diploma del ayuntamiento constitucional de la ciudad de Mérida, Yucatán.
1977	Diploma y presea: Legión de honor. Academia de Bellas Artes,  DF
1980	Medalla: Osborne House; Londres, Inglaterra
1984	Diploma de la amistad otorgado por el concejal de la ciudad de Los Ángeles, EUA
1988	Su biografía es incluida en Who's who in Mexico (Worlwide Reference Publication, inc.) Washington D. C. EUA
1988	Diploma The sculptors society of Ireland, The international conference on sculpture.
1988	Reconocimiento y medalla del gobierno del estado de Yucatán a través del instituto de cultura.
1992	Medalla de oro otorgada por la junta de Extremadura, "Enclave” España 92
1993	Diploma del gobierno del estado de Yucatán por su labor artística.
1995	Homenaje por sus 70 años de vida y exposición retrospectiva. Museo de la Ciudad de México. Centro Histórico.
1996	Diploma y presea “Héctor Victoria Aguilar que otorga el H. Congreso del estado de Yucatán.
1997	Reconocimiento de honor del gobierno del Edo. De Yucatán por su contribución a las artes y a la cultura universal.
	Cultura universal
2000	Homenaje por sus 75 años y placa del Instituto Politécnico Nacional México, DF
2001	Reconocimiento del Colegio Nacional de médicos militares.
2001	13 de septiembre. Entrega de La Medalla Eligio Ancona y Diploma en el salón de la historia del Palacio de Gobierno
						En Mérida Yucatán por el gobernador Patricio Patrón
2001	17 de septiembre.- Diploma de la comisión de arte sacro de la Arquidiócesis de México.
2001	 19 de enero.- Reconocimiento de la peña taurina universitaria, A. C. “Dinastías en el Arte”.
2002	 Reconocimiento de la peña taurina universitaria,. “Dinastías en el arte.
2003	Mayo expo Homenaje del salón de la plástica mexicana
2005	Homenaje en la universidad del Estado de México, Toluca
2005	Homenaje y retrospectiva por sus 80 años de vida Instituto de Cultura del Estado de Morelos
	Salón Manuel M Ponce, sala Diego Rivera, sala David Alfaro Siqueiros y jardines principales del Borda
2005	Homenaje, reconocimiento y medalla en Ciudad Nezahualcóyotl.
2006	Homenaje del Instituto Cultural de León Guanajuato
2006	Homenaje por el 60 aniversario de la plaza México	En el casino español de México
2007 Homenaje de la Ciudad de Mérida Yucatán al maestro Humberto Peraza 
2016  Fallece al lado de sus hijos y únicos herederos legales  Humberto Peraza A. , Guadalupe Peraza A. y sus nietos  Karla Vanessa,  Humberto,Juan Manuel, Laura A.,  Carlos. y de su bisnieto Leonardo. 
- Datos: Q5904973
- Multimedia: Humberto Peraza y Ojeda / Q5904973